# Política de drogas de Portugal
A política de drogas de Portugal, denominada "A estratégia de drogas", foi posta em prática em 2000 e entrou em vigor legalmente a partir de julho de 2001. O objetivo era reduzir o número de novos casos de VIH/SIDA no país, pois estimativas indicavam que cerca da metade dos novos casos eram decorrentes do uso de drogas injetáveis. 
A política consistia em vários métodos para reduzir a propagação do VIH, entre os quais estavam: esforços de redução de danos; informações ao público e em particular às populações em maior risco sobre como o VIH se espalha; estabelecer instalações de tratamento e facilitar o acesso ao tratamento para viciados em drogas; estabelecer as chamadas comissões de dissuasão para persuadir os adictos a entrar em tratamento e, mais importante, todas as unidades de tratamento e controle de drogas foram reorganizadas em uma unidade abrangente. Além disso, a prática existente de dispensar a posse de drogas aos toxicodependentes foi codificada numa nova lei. A lei (Lei sobre Drogas 30/2000) manteve a situação de ilegalidade pelo uso ou posse de qualquer droga para uso pessoal sem autorização. No entanto, para os dependentes químicos da droga, o caso passou a ser considerado uma infração administrativa. A autoridade para impor penalidades ou sanções nesses casos era transferida da polícia e do sistema judiciário para as chamadas comissões de dissolução se a quantidade em posse não fosse maior do que um fornecimento de dez dias dessa substância.

## Status em 1999
Em 1999, Portugal apresentava a maior taxa de VIH entre as pessoas que injectam drogas da União Europeia. Havia 2.000 novos casos por ano, em um país de 10 milhões de habitantes. Em 1997, 45% dos casos de SIDA relatados por VIH originaram-se do uso de drogas injectáveis, portanto, mudar as políticas quanto ao uso de drogas era tido como uma via eficaz para a prevenção do VIH. O número de usuários de heroína foi estimado entre 50.000 e 100.000 no final da década de 1990. Isso levou à adoção da Estratégia Nacional de Combate às Drogas em 1999. Ocorreu uma vasta expansão dos esforços de redução de danos, dobrando o investimento de fundos públicos em serviços de tratamento e prevenção de drogas e mudando a estrutura legal relacionada aos delitos menores de drogas. 
Segundo o Dr. João Castel-Branco Goulão, um dos arquitectos da política de descriminalização, uma razão pela qual o programa obteve êxito foi porque em Portugal o problema não podia ser atribuído a nenhum grupo étnico ou económico da sociedade, permitindo que preconceitos fossem deixados de lado. A política, no entanto, foi inicialmente contestada por políticos de direita, que temiam que ela transformasse Portugal em um narcoestado.

## Redução de danos
O programa de troca de seringas, "Diga NÃO! a uma seringa usada", é um programa nacional de troca de seringas que está em curso desde outubro de 1993, envolvendo cerca de 2.500 farmácias em Portugal. É administrado pela Comissão Nacional de Luta contra a SIDA – criada pelo Ministério da Saúde e pela Associação Nacional das Farmácias – uma organização não governamental que representa a maioria das farmácias portuguesas. Todas as pessoas que injectam drogas podem trocar seringas usadas nos balcões das farmácias em todo o país. Eles recebem um kit com seringas limpas, um preservativo, álcool isopropílico e uma mensagem escrita motivando a prevenção da SIDA e o tratamento da dependência. De 1994 a 1999, as farmácias distribuíram cerca de três milhões de seringas anualmente.
No início do programa, foi lançada uma campanha mediática na televisão, rádio e imprensa, e afixados cartazes em discotecas e bares com o objetivo de chamar a atenção da população-alvo para os problemas associados à toxicodependência, em particular a transmissão do VIH por compartilhamento de seringas.
Os objetivos do projeto foram três: reduzir a frequência de compartilhamento de agulhas e seringas, mudar comportamentos de outros UDI (usuários de drogas intravenosas) e mudar a percepção em relação aos UDIs na população em geral a fim de facilitar a prevenção do vício e o tratamento.

## Expansão do tratamento da toxicodependência
Em 1987, foi criado o Centro das Taipas em Lisboa, instituição especializada no tratamento de toxicodependentes. O centro constitui-se por um serviço de consulta e uma unidade de desintoxicação. Esta unidade, sob responsabilidade do Ministério da Saúde, foi a primeira da rede de centros especializados no tratamento da toxicodependência que hoje cobre todo o país. 
Os cuidados de saúde para toxicodependentes em Portugal são organizados essencialmente através da rede pública de serviços de tratamento da toxicodependência, no âmbito do Instituto da Droga e da Toxicodependência, e do Ministério da Saúde. Além dos serviços públicos, a certificação e os protocolos entre ONGs e outros serviços de tratamento públicos ou privados garantem um amplo acesso aos serviços, abrangendo diversas modalidades de tratamento. Os serviços públicos prestados são gratuitos e acessíveis a todos os usuários de drogas que procuram tratamento.   

### Tratamento de substituição
O tratamento de substituição está amplamente disponível em Portugal, através de serviços públicos como centros de tratamento especializados, centros de saúde, hospitais e farmácias, bem como ONGs e organizações sem fins lucrativos. 
O programa de substituição portuguesa teve início em 1977 no Porto. O CEPD / Norte (Centro de Estudos de Prevenção de Drogas / Norte), que utilizava metadona como substituto, era a única unidade com substituição de opioides até 1992. No entanto, o aumento do número de dependentes químicos, aliado ao crescimento da SIDA e da hepatite C nessa população, levou a uma mudança de atitude. Após 1992, os programas de substituição com metadona foram estendidos a vários CATs (Centros de Assistência a Dependentes de Drogas). No geral, os programas eram de nível médio ou alto. Com exceção de atividades ocasionais em uma área de favela em Lisboa, não existiam verdadeiros programas de baixo limiar (redução de riscos e danos) antes de 2001. 
De 2000 a 2008, o número de pessoas em Portugal a receber tratamento de substituição aumentou de 6040 para 25.808 (24.312 em 2007), 75% das quais em tratamento de manutenção com metadona. Os demais pacientes recebem tratamento com buprenorfina em altas doses. 
A buprenorfina está disponível desde 1999 e, posteriormente, também foi disponibilizada a combinação buprenorfina/naloxona. 

### Pós-cuidado e reintegração social
Os cuidados pós-tratamento e a reintegração social de consumidores de drogas em Portugal são organizados através de três grandes programas dirigidos a diferentes regiões de Portugal: Programa Vida Emprego, Programa Quadro Reinserir e os incentivos do Programa de Investimento e Despesas de Desenvolvimento da Administração Central (PIDDAC) à reintegração. Todos os três programas financiam diferentes iniciativas e projetos de apoio a usuários de drogas por meio de oportunidades de tratamento e apoio ao emprego ou moradia. 

### Monitoramento do tratamento medicamentoso
Um sistema nacional de monitoramento de tratamento está sendo desenvolvido, mas ainda não foi implementado em todas as regiões. Estão disponíveis estatísticas nacionais de rotina de centros ambulatoriais sobre pacientes em terapia de substituição (em programas de metadona e buprenorfina).

## Questões jurídicas
Em julho de 2001, uma nova lei manteve a ilegalidade do uso ou posse de qualquer droga para uso pessoal sem autorização. O crime foi mudado de criminal, com punição que incluía prisão, para administrativo, caso a quantia possuída não ultrapassasse o fornecimento de dez dias da substância. Os viciados em drogas seriam então guiados a procurar terapia ou prestar serviço comunitário, em vez de receber multas. Mesmo que não haja penas criminais, essas mudanças não legalizaram o uso de drogas em Portugal. A posse continua proibida pela lei portuguesa, e as penas criminais continuam a ser aplicadas aos cultivadores  e traficantes de drogas. Apesar disso, a lei está associada a uma redução de quase 50% nas condenações e prisões de traficantes de drogas de 2001 a 2015.

### Regulamentação
Indivíduos encontrados em posse de pequenas quantidades de drogas recebem uma intimação. As drogas são apreendidas e o suspeito é interrogado pela “Comissão de Dissuasão da Toxicodependência (CDT). Essas comissões são compostas por três pessoas: uma assistente social, um psiquiatra e um advogado. A comissão de dissuasão tem poderes comparáveis a uma comissão de arbitragem, mas está restrita a casos que envolvem o uso de drogas ou posse de pequenas quantidades de drogas. Existe um CDT em cada um dos 18 distritos de Portugal. 
Os comitês têm uma ampla variedade de sanções disponíveis para eles quando julgam o delito de uso de drogas. Estas incluem: 
- Multas
- Suspensão do direito de exercer se o usuário possuir uma profissão licenciada (por exemplo, médico, taxista) e puder colocar em perigo outra pessoa
- Proibição de visitar determinados locais (por exemplo, clubes noturnos específicos)
- Proibição de associação com pessoas específicas
- Proibição de viagens ao exterior
- Requisito de relatar periodicamente ao comitê
- Retirada do direito de porte de arma
- Confisco de bens pessoais
- Cessação de subsídios ou abonos que uma pessoa recebe de órgãos públicos

Se a pessoa for viciada em drogas, ela pode ser admitida em um centro de reabilitação de drogas ou remanejada para prestar serviço comunitário, se o comitê de dissuasão achar que isso atende melhor ao propósito de manter o infrator fora de problemas. O comitê não pode determinar o tratamento obrigatório, embora sua orientação seja de induzir os dependentes a entrar e permanecer em tratamento. O comitê tem o poder explícito de suspender as sanções condicionadas à entrada voluntária em tratamento. Se o infrator não for viciado em drogas, ou não estiver disposto a se submeter a tratamento ou serviço comunitário, poderá receber uma multa.

## Status legal da cannabis em Portugal

### Consumo e posse
Em Portugal, o uso recreativo de cannabis é proibido por lei. Em julho de 2018, foi sancionada legislação que permite o consumo medicinal de cannabis em Portugal e a sua dispensa nas farmácias. Portugal assinou todas as convenções da ONU sobre narcóticos e psicotrópicos até a presente data. Com o projeto de descriminalização de 2001, o consumidor passou a ser visto como paciente e não como criminoso, mas a repressão persiste. Mas os críticos desta política de drogas, como a Associação para um Portugal Livre de Drogas, dizem que o consumo geral de drogas no país aumentou e afirmam que os benefícios da descriminalização estão sendo "exagerados".